# جيسوس روبيو
جيسوس روبيو (بالإسبانية: Jesús Rubio Martín)‏ (4 فبراير 1987 بلاسينثيا إسبانيا - ) هو لاعب كرة قدم إسباني يلعب كلاعب وسط.

## روابط خارجية
- جيسوس روبيو على موقع قاعدة بيانات كرة القدم.إي يو (الإنجليزية)
- جيسوس روبيو على موقع Soccerway.com (الإنجليزية)
- جيسوس روبيو على موقع AS.com (الإسبانية)